# Santuário do Senhor dos Caminhos
O Santuário do Senhor dos Caminhos, Santuário de Nosso Senhor dos Caminhos ou, simplesmente, Capela de Nosso Senhor dos Caminhos, é um santuário existente próximo da povoação de Rãs na atual freguesia de Romãs, Decermilo e Vila Longa, no Município de Sátão, no Distrito de Viseu, na antiga província da Beira Alta, em Portugal, sendo local de grande afluência de peregrinos e turistas.

## Localização
O santuário localiza-se a pouco mais de um quilómetro da povoação de Rãs, pertencia à antiga freguesia de Romãs, a que se acede pela estrada nacional nº. 229 que liga as vilas de Sátão e Aguiar da Beira, tendo como coordenadas 40º 46’ 16;55 N e 7º 38’ 44:42 O.

## História
A festividade é celebrada em data móvel, ocorrendo no oitavo Domingo depois da Páscoa, coincidindo com o Domingo da Santíssima Trindade.
A origem da devoção a Jesus Cristo sob a invocação de Senhor dos Caminhos está ligada ao culto de Nossa Senhora da Lapa.
Com efeito, desde o século XVI que o culto à Senhora da Lapa se foi intensificando, acorrendo ao seu santuário em Sernancelhe peregrinos cristãos provenientes dos mais diversos locais do país.
Muitos dos peregrinos chegavam ao Santuário de Nossa Senhora da Lapa percorrendo os caminhos que ladeavam as margens do rio Vouga, passando amiudadamente por este local onde aproveitavam para descansar e recuperar as forças necessárias para chegarem ao seu destino.
Com os peregrinos circulavam muitas vezes almocreves que se dirigiam às diversas aldeias abastecendo-as com bens objecto do seu comércio.

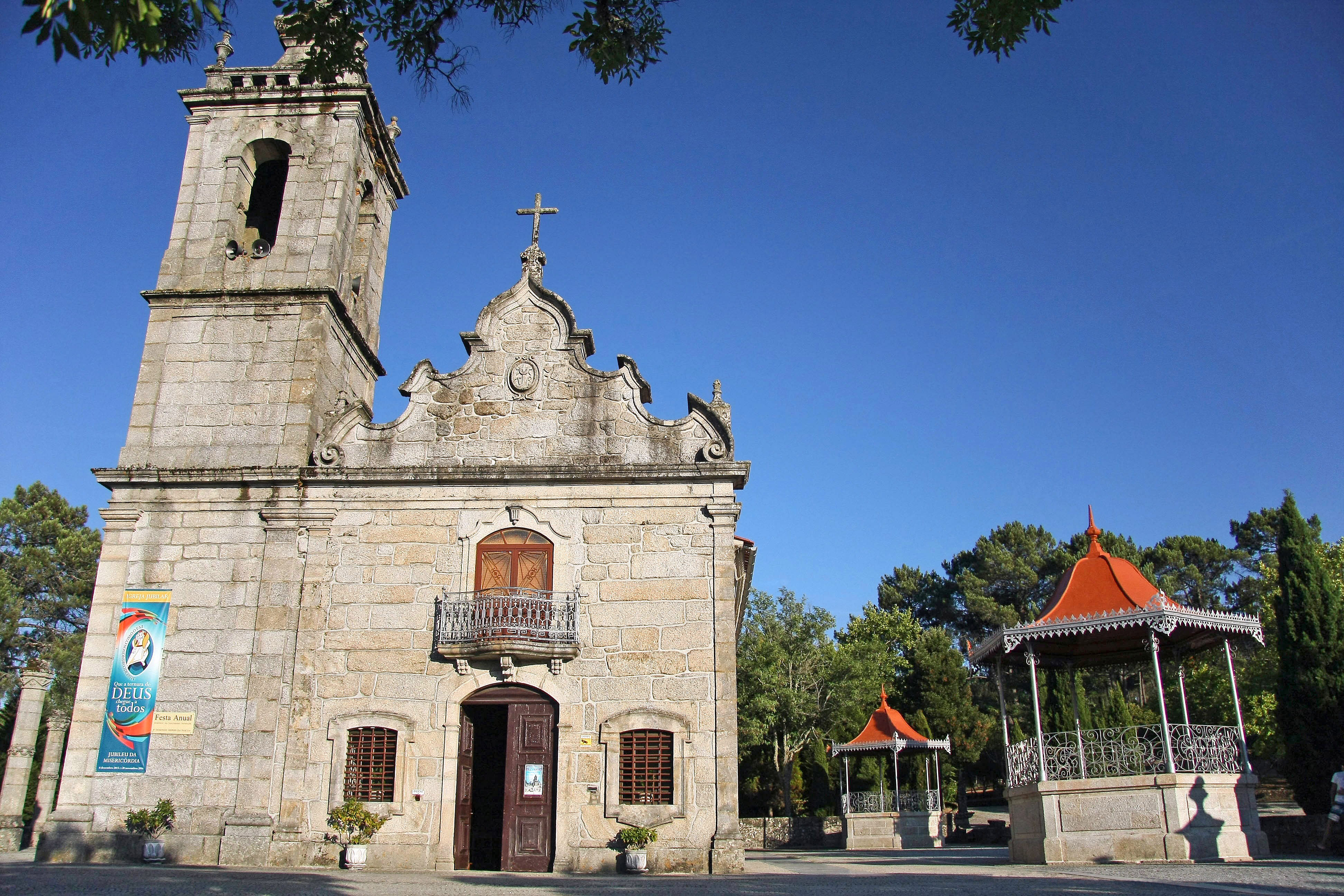
Santuário do Senhor dos Caminhos

Terá sido com o contributo destes, depositado num pequeno nicho, que se deu início à construção de uma pequena capela em honra do Senhor dos Caminhos, para que Deus os guiasse sempre por bons caminhos para atingirem o seu destino e os livrasse dos perigos que os espreitavam durante o seu percurso, nomeadamente de assaltantes ou encontros menos amistosos.
Só no início do século XX, por volta de 1909 foi edificada a actual capela, tendo a anterior sido dedicada a Nossa Senhora dos Verdes, protectora dos campos agrícolas e do gado doméstico.
A capela é grandiosa, destacando-se pela sua visibilidade a sua imponente torre sineira, de secção quadrangular de quatro janelas, encimada por um coruchéu piramidal com arestas abatidas.
Para além das duas capelas, destaca-se um majestoso conjunto de quinze colunas em granito, com cerca de sete metros de altura, que terão sido edificadas para dar suporte a uma cobertura que viria a constituir um espaço de apoio aos peregrinos. Consta que as traves de suporte à cobertura terão sido roubadas, impedindo assim a sua conclusão.
Todas as construções, coreto, mesas, bancos e muros circundantes, são em granito proveniente da região.
Com o decorrer dos anos o entusiasmo dos peregrinos e devotos foi aumentando, começando muitos a chegar de véspera, situação que passou a dar origem ao arraial que levou a que ao santuário afluíssem também pessoas mais interessadas na festa pagã do que na religiosa, verificando-se frequentes desacatos na noite de sábado para domingo.
Tal situação levou a que, em 1937, o bispo de Viseu suspendesse as festividades.
Descontentes com a decisão, as populações ainda ensaiaram uma celebração sem padre, mas em 1942 com a Concordata o bispo interditou de vez a festa.
Só em 1952, com a atribuição da freguesia a um novo pároco, se retomou a festividade em honra do Senhor dos Caminhos, inicialmente no Domingo de Lázaro e mais tarde novamente no Domingo da Santíssima Trindade.
O templo é visitado por inúmeros devotos, essencialmente da zona centro do país, sendo visíveis no seu interior muitos ex-votos de emigrantes e de combatentes da guerra colonial.